# McFarland (California)
McFarland, fundada en 1957, es una ciudad ubicada en el condado de Kern en el estado estadounidense de California. En el año 2006 tenía una población de 12,093 habitantes y una densidad poblacional de 1,814.7 personas por km² su equipo de atletismo del colegio McFarland ganó hasta día de hoy casi 20 estatales de atletismo, campo traviesa y pista.

## Geografía
McFarland se encuentra ubicada en las coordenadas 35°40′N 119°13′O / 35.667, -119.217. Según la Oficina del Censo, la ciudad tiene un área total de 5,3 km² (2 mi²), de la cual 5,3 km² (2 mi²) es tierra y 0 km² (0 mi²) (0%) es agua.

## Demografía
Según la Oficina del Censo en 2000 los ingresos medios por hogar en la localidad eran de $12,821, y los ingresos medios por familia eran $14,190. Los hombres tenían unos ingresos medios de $19,881 frente a los $9,109 para las mujeres. La renta per cápita para la localidad era de $9,524. Alrededor del 35.2% de la población estaban por debajo del umbral de pobreza.